# بخش مانگوچی
بخش مانگوچی (انگلیسی: Mangochi District) یکی از بخش‌های کشور مالاوی است.
این بخش ۶٬۲۷۳ کیلومتر مربع مساحت و ۶۱۰٬۲۳۹ نفر جمعیت دارد و مرکز آن شهر مانگوچی می‌باشد.